# Armeniska parlamentsbeskjutningen 1999
Armeniska parlamentsbeskjutningen 1999 var en attack mot Armeniens parlament i Jerevan den 27 oktober 1999 klockan 17:15, som utfördes av en grupp beväpnade personer, och i vilken Armeniens premiärminister och sju andra högre politiska befattningshavare dödades.

## Beskjutningen
I parlamentet hölls en frågestund med regeringen, när fem män beväpnade med skjutvapen dök upp. Männen leddes av Nairi Hunanjan som tidigare varit journalist och medlem av Armeniska revolutionsfederationen (Dasjnak), samt hans farbroder och bror. De trängde in i parlamentet och fick utan problem passerkort; vapnen smugglade de in under överrockarna. När de hade kommit in avlossade de sina automatvapen, och dödade premiärminister Vazgen Sargsian, parlamentets talman Karen Demirtjian, vice talmän Jurij Bachsjian och Ruben Mirojan, Armeniens krisminister Leonard Petrosian, och åtminstone tre personer ytterligare.
Efter att ha dödat politikerna, lät de kungöra att de utförde en statskupp, och påstod att de avsett att straffa ”korrupta politiker”. Gruppens ledare sade att de endast hade haft för avsikt att döda premiärminister Sarksian, och att de övriga varit ett misstag. Bortsett från dödsskjutningarna, skadades omkring trettio personer.
Gruppen gav upp morgonen därpå och frigav fyrtio personer som de hållit som gisslan över natten, efter att de fått framträda i TV och förhandlat med presidenten av Armenien, Robert Kotjarjan, som då lovade dem en rättvis rättegång. Nairi Hunanjan och de fem beväpnade männen dömdes till livstids fängelse.

## Efterspel
Några dagar efter beskjutningen började anklagelser höras om att Ryssland organiserat attacken. Förre agenten Aleksandr Litvinenko påstod i ett antal intervjuer att personer i ryska armén planerat attacken i parlamentet. Ryska ambassaden dementerade all sådan inblandning, och beskrev anklagelserna som ett försök att skada relationerna mellan Armenien och Ryssland av personer som emotsatte sig de demokratiska reformerna i Ryssland.